# 李宗侗

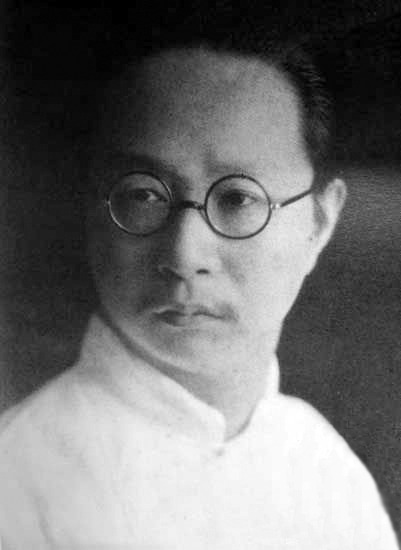

李宗侗（1895年—1974年）字玄伯，直隶高阳人。中华民国历史学家。

## 生平
李宗侗生于清朝末年的世家大族，是邮传部右丞李焜瀛子、大臣李鸿藻孙、南皮张之万外曾孙、建築師李宗侃為其弟、另有一弟李宗僑。早年，随叔父李石曾赴法国留学，毕业于巴黎大学。1924年，回到中国後，曾在中央大學、北京大学、中法大学任教，曾任國民政府財政部全國註冊局局長、開灤礦務局督辦、中國國民黨中央政治會議北平分會委員、國立北平研究院史學研究會主任委員，还创办了《猛进》杂志。1926年至1933年，任故宫博物院秘书长，参与故宫文物的清理与接收工作。中国抗日战争期间，参与护送故宫文物南迁南京、上海、重庆。1948年，故宫文物迁往台湾，李宗侗参与清点及整理，设立国立故宫博物院。后来，李宗侗担任国立台湾大学历史学系教授。

## 著作
- 《中国古代社会新研》
- 《中国史学史》
- 《历史的剖面》
- 《李宗侗自传》[1]

## 延伸阅读
- 天牢星病关索杨雄 李宗侗，南都网，2007年12月2日[永久]